# Peucedanum kerstenii
Peucedanum kerstenii är en flockblommig växtart som beskrevs av Adolf Engler. Peucedanum kerstenii ingår i släktet siljor, och familjen flockblommiga växter. Inga underarter finns listade i Catalogue of Life.